# Diospyros brandisiana
Diospyros brandisiana är en tvåhjärtbladig växtart som beskrevs av Wilhelm Sulpiz Kurz. Diospyros brandisiana ingår i släktet Diospyros och familjen Ebenaceae. Inga underarter finns listade i Catalogue of Life.